# Alexandre Machado (jornalista)
Alexandre Augusto de Faria Machado (São Paulo, 9 de outubro de 1945) é um jornalista e apresentador de televisão brasileiro.

## Carreira
Alexandre Machado atuou nas coberturas de economia, esporte, reportagem geral e política de grande jornais e revistas do Brasil. Foi editor da revista Veja e do jornal Gazeta Mercantil, além de redator-chefe da revista Playboy.
Na televisão, foi diretor de telejornalismo das TVs Gazeta, Cultura e TV Educativa do Rio de Janeiro. Tornou-se conhecido do grande público por sua atuação como comentarista e apresentador de programas como Crítica & Autocrítica, na Rede Bandeirantes; Caminhos da Modernidade, na TVE Rio; Vamos Sair da Crise  (durante os anos 1980), na TV Gazeta de São Paulo; Fogo Cruzado, também na TV Gazeta; e Opinião Nacional (de novembro de 2007 a janeiro de 2010), na TV Cultura.
Além disso, atuou em orgãos de governo. Foi coordenador de Comunicação Social do Ministério do Planejamento (ministro João Sayad, governo José Sarney) e Secretário de Comunicação do Estado de São Paulo (governo  Mário Covas). Também foi Assessor Especial de Comunicação da presidência da Petrobras, durante a gestão de Henri Philippe Reichstul (governo Fernando Henrique Cardoso).
No setor privado, foi Diretor de Assuntos Corporativos da Gráfica Takano Editora e do Grupo Abril.
De abril de 2011 a setembro de 2013, apresentou o programa Começando o Dia, pela rádio Cultura FM de São Paulo. Na sequência, ainda na Cultura FM, passou a apresentar o programa De Volta pra Casa, juntamente com o jornalista Gilson Monteiro. Em dezembro de 2022, Alexandre Machado deixou a emissora.
A sua história de vida foi registrada pelo Museu da Pessoa, em um vídeo intitulado "Com o tempo você vai se transformando no mais velho" e publicado no dia 23/08/2011.

## Premiações
Recebeu o prêmio de melhor apresentador da TV brasileira concedido pela Associação Paulista dos Críticos de Arte (APCA) em 1988.

## Vida pessoal
Filho do médico Álvaro de Faria Machado e de Esther de Sampaio Machado, tem quatro irmãos: Rilda, Álvaro, Eliana e Ruth.